# Antoine Bodar
Antonius Petrus Lambertus "Antoine" Bodar ('s-Hertogenbosch, 28 de dezembro de 1944) é um padre católico romano holandês, historiador de arte, autor de livros no campo da cultura e da igreja e professor.
Bodar era inicialmente conhecido como apresentador de programas de rádio e televisão na KRO. Ele era então professor na Universidade de Leiden e professor em Tilburg. Bodar foi ordenado sacerdote mais tarde e continuou a aparecer como criador de seus próprios programas e como convidado nos de outros no rádio e na televisão. Ele tem vários livros em seu nome.

## Livros
- Liturgie in Traditie: Liturgie volgens Joseph Ratzinger/Benedictus XVI, 2022. ISBN 949326212X

- Vervulling in bekering, 2018.[3]

- Droef gemoed: Nels Fahner in gesprek met Antoine Bodar over depressie, 2018.[4]

- Eeuwigh gaat voor oogenblick: Antoine Bodar in gesprek met Paul Witteman, Adriaan Van Dis, Hilde Kieboom, Hans Wiegel en 12 anderen, 2017.[5]

- Geborgen in traditie, 2016.[6]

- Kerstverhalen -: gekozen door Antoine Bodar, 2014.[7]
- Verkoren en veracht, 2011.[8]
- Tot dienen geroepen, 2010.[9]
- Uit de eeuwige stad, 2008.[10]
- Romeinse brieven, 2007.[11]
- Nochtans zal ik juichen, 2007.[12]
- Ik droom mij Europa: inaugurale rede bij de aanvaarding van het ambt van bijzonder hoogleraar vanwege de Stichting Hieronymus met als leeropdracht ... de universiteit vanTilburg op 2 februari 2007, 2007.[13]
- In zwakheid krachtig, 2004.[14]
- Klokkenluider van Sint Jan, 2004.[15]
- Weten Waar de Muze Woont, 1998.[16]
- Drinken van de beker, 1997.[17]
- Geheim van het geloof, 1996.[18]
- Eeuwigh gaat voor Oogenblick, 1996.[19]
- Gezellin van de Stilte, 1996.[20]
- Wandelen met de Heer, 1994.[21]